# 太和駅
太和駅（たいわえき）は、香港新界大埔区大埔にある、香港鉄路 (港鉄 MTR)東鉄線の駅である。

## 駅構造
相対式ホーム2面2線の高架駅。
| L4 行人天橋                    | 行人天橋                  | 太和商場とホームに接続 |
| L4 行人天橋                    | 出口                      | B出口、客務中心        |
| L2 コンコース／ ホーム         |                           |                        |
| コンコース                     | A出口、客務中心、便所     |                        |
| コンコース                     | 車站商店、自動販売機、ATM |                        |
| 相対式ホーム、左側のドアが開く |                           |                        |
| ❶番線                          | ■東鉄線羅湖／落馬洲方面→  |                        |
| ❷番線                          | ←■東鉄線金鐘方面          |                        |
| 相対式ホーム、左側のドアが開く |                           |                        |

### 出口
1番線
- A - 太和広場
  - 太和広場、神召会康楽中学、香港鉄路博物館、錦石新村、文武廟、帝欣苑、宝雅苑、大埔花園、大埔頭水囲村、太和邨、太和体育館

行人天橋
- B - 太和邨
  - 太和邨、仏教大光慈航中学、迦密聖道中学、翠怡花園、林村公立黄福鑒紀念学校、太湖花園、大埔政府合署、大埔三育中学、大埔運動場、大埔遊泳池、太和中心
    - 設有升降機及失明人士引導徑

## 駅周辺
| 文娯及購物 - 香港鉄路博物館 - 大埔頭敬羅家塾 - 文武廟 - 太和商場 - 天后宮 公共服務及設施 - 香港婦女中心協会 - 大埔文娯中心 - 大埔政府合署 - 大埔体育館 - 大埔李福林体育館 - 大埔運動場 - 太和体育館 - 大埔遊泳池 | 住宅 - 美豊花園 - 八号花園 - 翠林閣 - 昌運中心 - 富善花園 - 富莱花園 - 翠怡花園 - 翠屏花園 - 錦石新村 - 帝欣苑 - 宝雅苑 - 太湖花園 - 太湖山荘 - 大埔中心 - 大埔花園 - 大埔頭水囲村 - 太和中心 - 太和邨 - 大元邨 - 汀雅苑 - 海宝花園 | 学校 - 神召会康楽中学 - 仏教大光慈航中学 - 迦密聖道中学 - 沐恩中学 - 林村公立黄福鑾紀念学校 - 新界婦孺福利会梁省徳学校 - 大埔官立小学 - 大埔官立中学 - 大埔旧墟公立学校 - 大埔三育中学 |

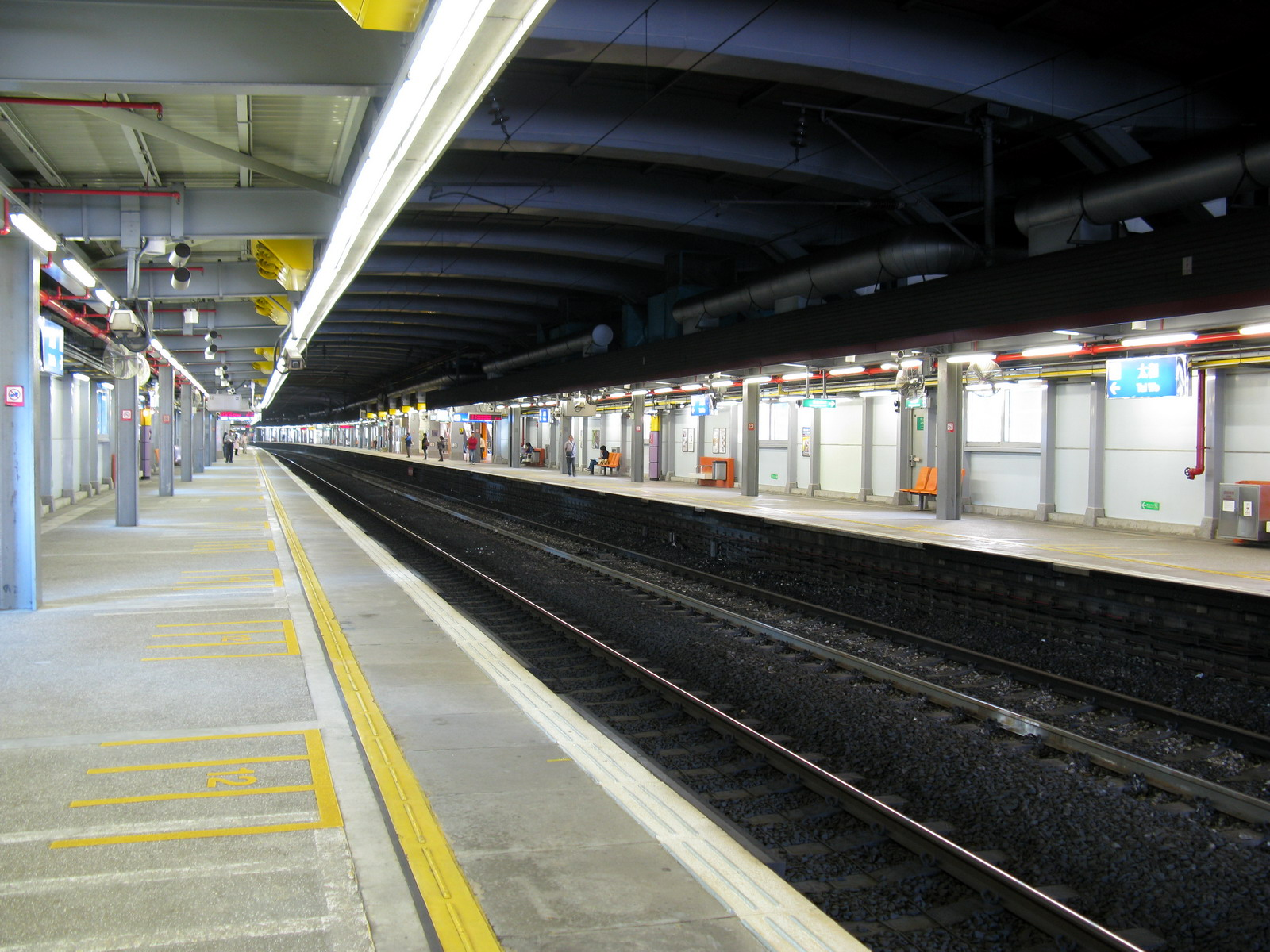
九広鉄路公司が運営していたころの太和駅ホーム
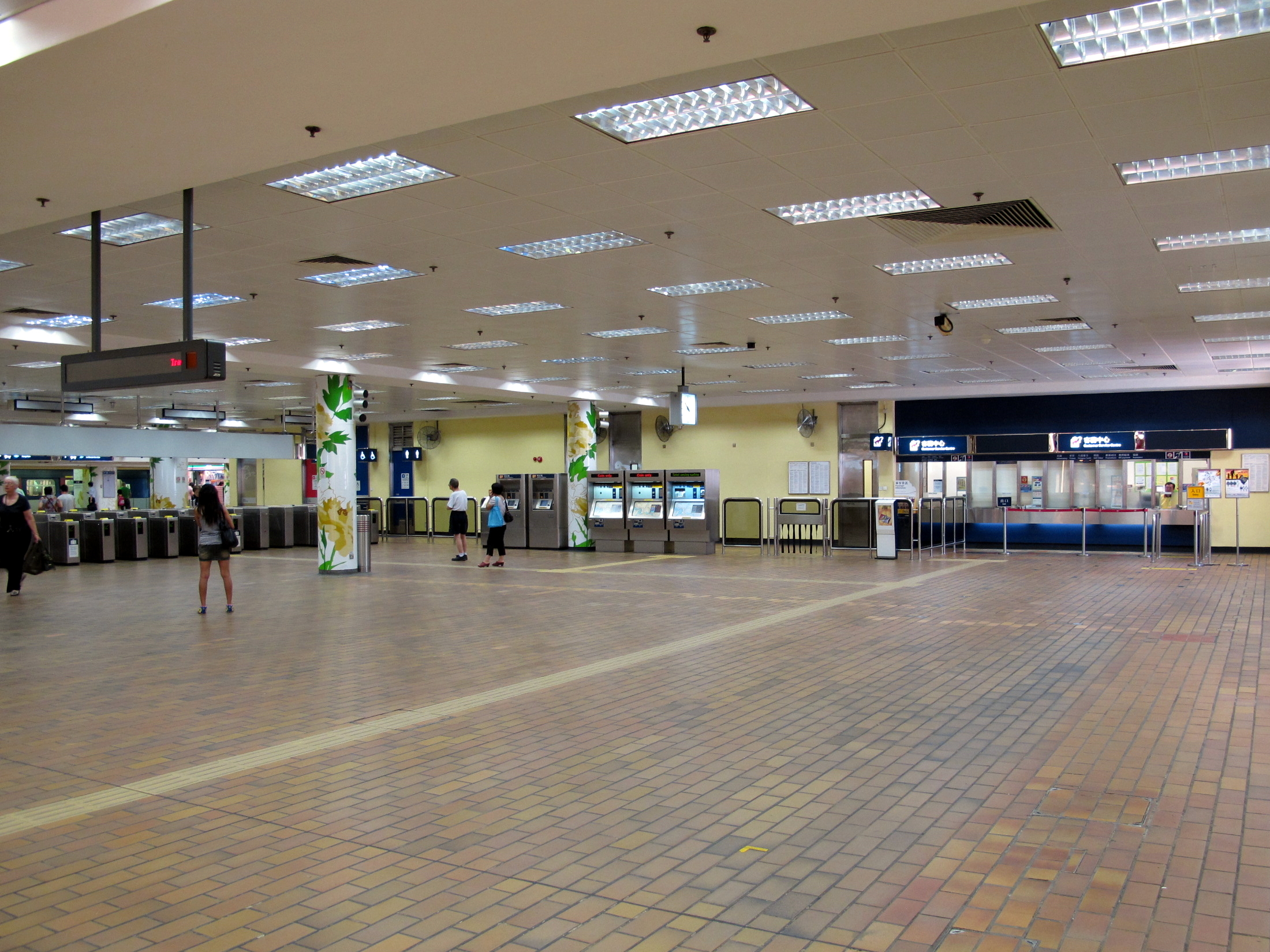
太和駅コンコース
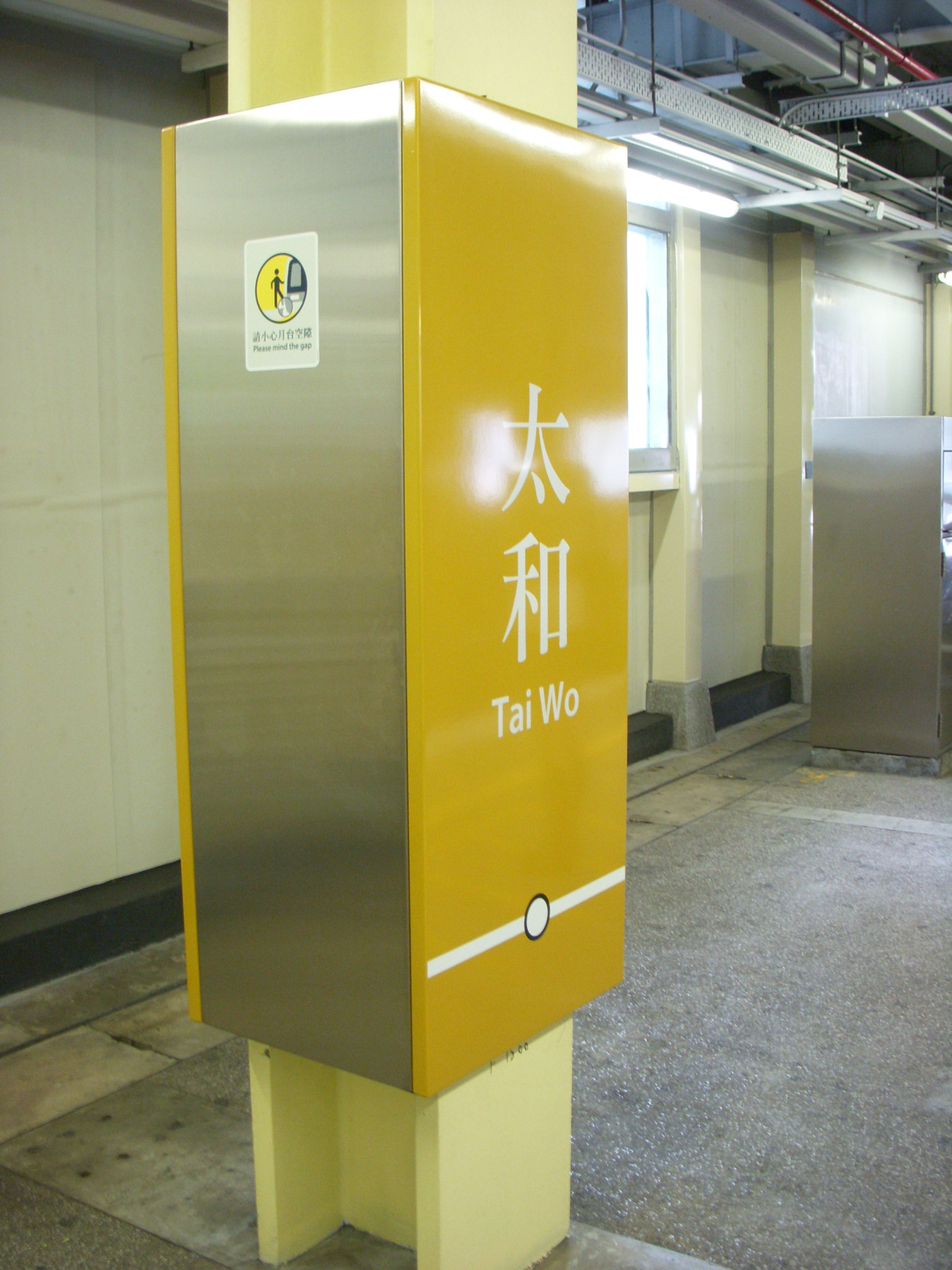
太和駅駅牌
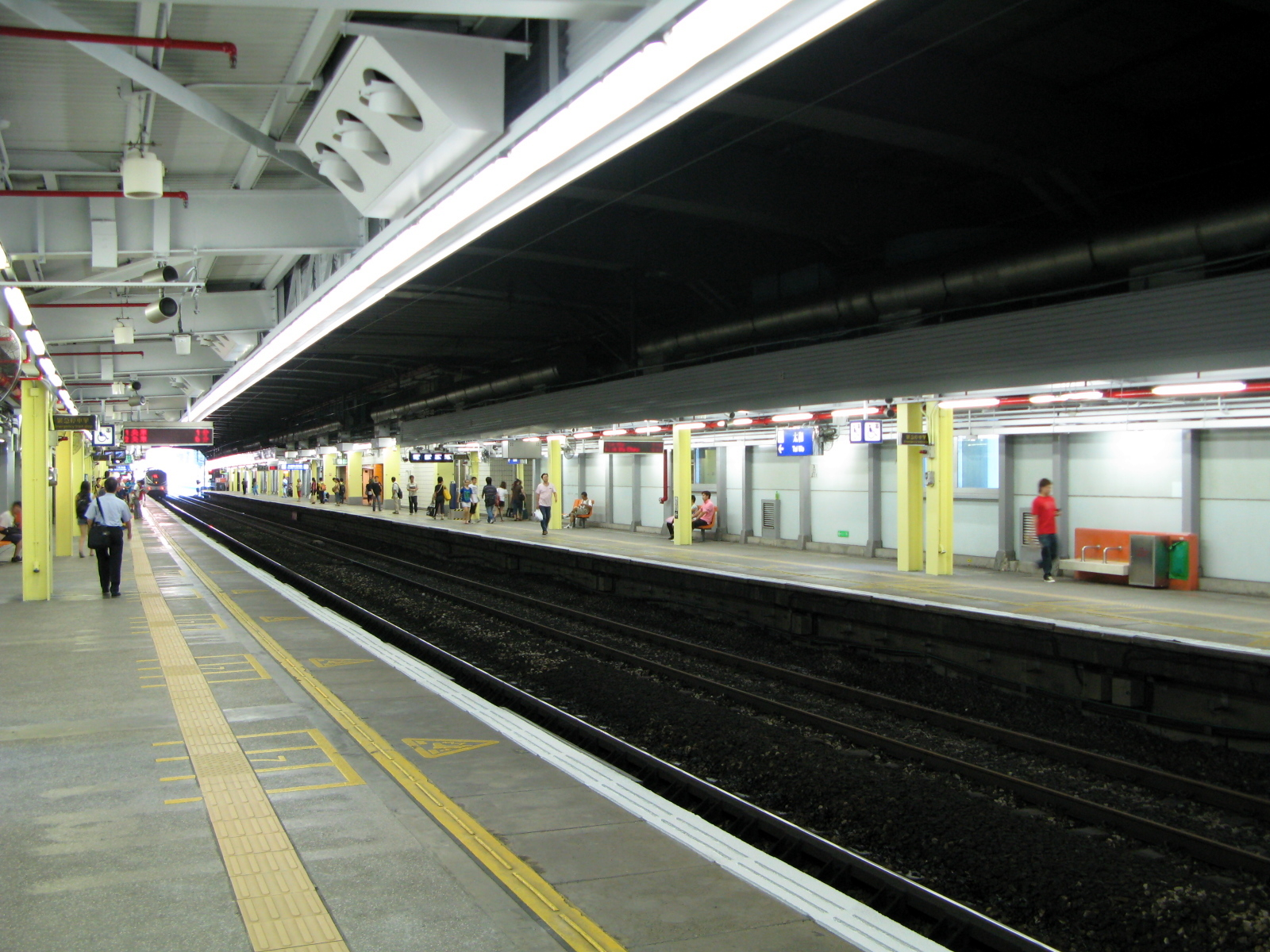
太和駅ホーム(2008年8月18日)
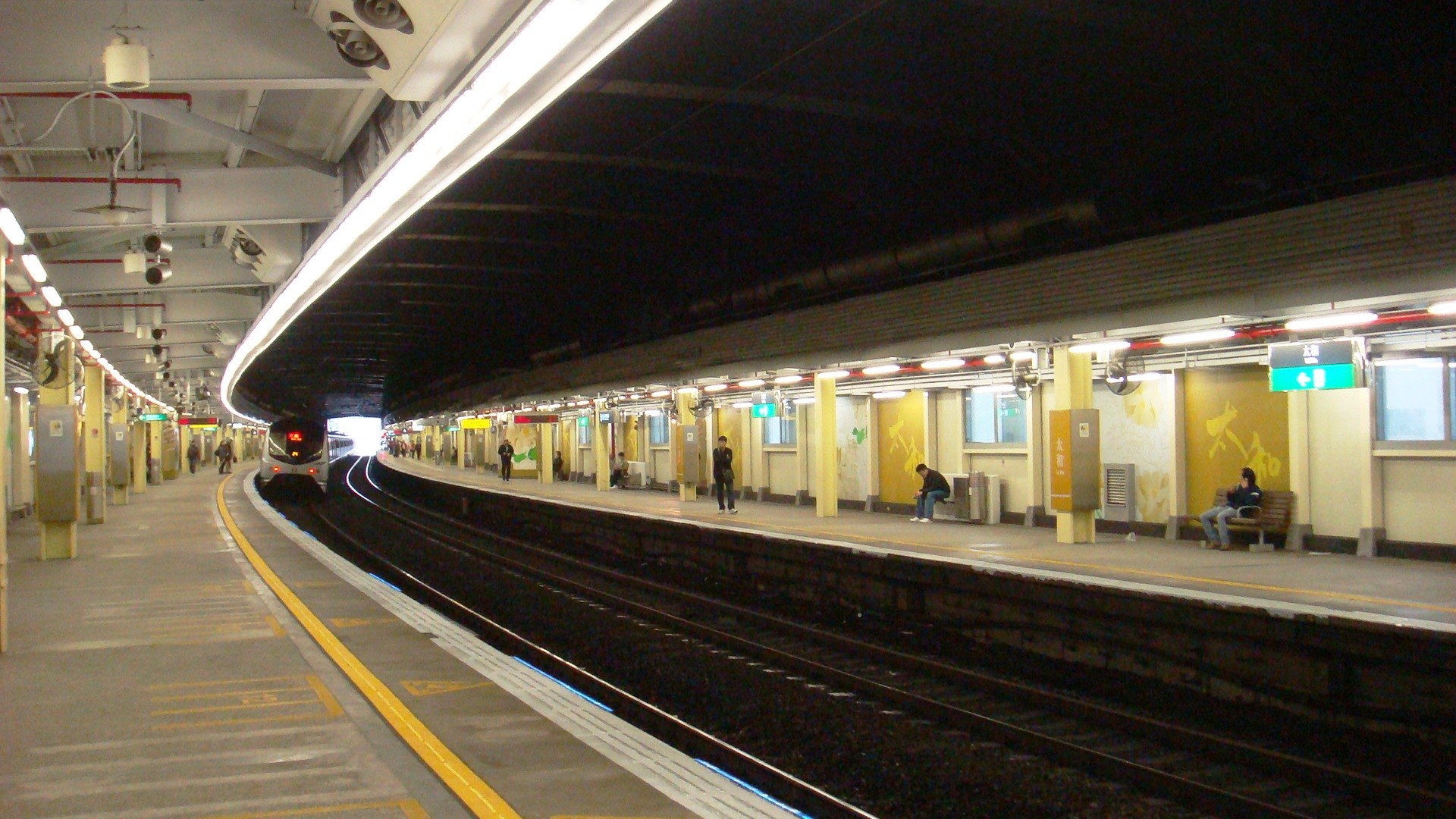
太和駅ホーム(2010年4月8日)
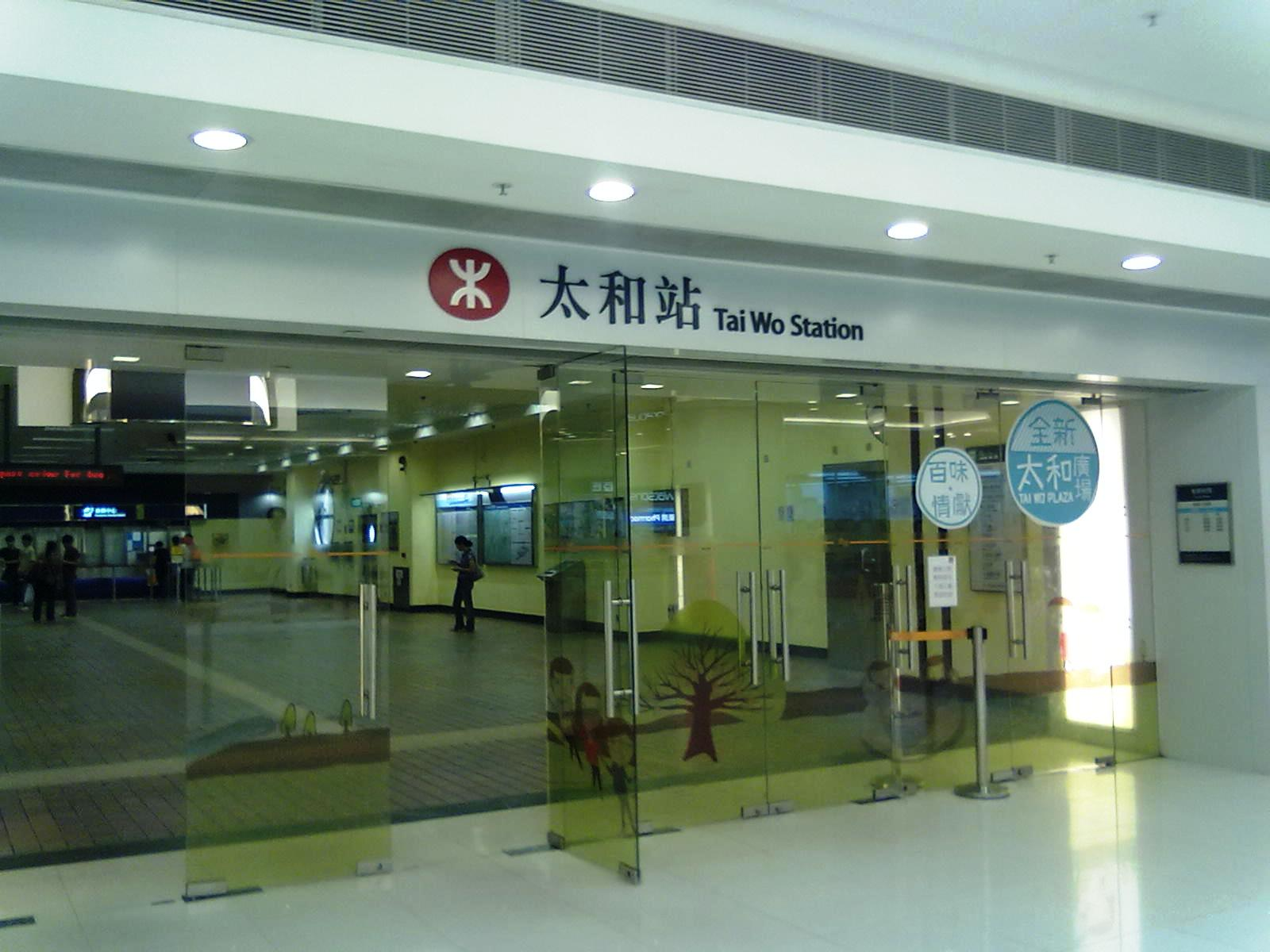
太和駅A出入口

## 接続交通一覧
バス
- 九龍バス：
  - 71K - 太和 ↔ 大埔墟鉄路駅
  - 72 - 太和 ↔ 長沙湾
  - 73 - 太平 ↔ 大埔工業邨
  - 74A - 啓業邨 ↔ 太和
  - 其他路線：64K、73A、273C、273P
- 過海隧道バス：
  - 307P
- 龍運バス：
  - E41

小巴
- 新界專線小巴：
  - 21K、25A、25B、25K

## 歴史
- 1989年5月9日 - 開業。

## 隣の駅
香港鉄路
■東鉄線
大埔墟駅 - 太和駅 - 粉嶺駅